# Lissocephala binotata
Lissocephala binotata är en tvåvingeart som först beskrevs av Johannes Cornelis Hendrik de Meijere 1914.  Lissocephala binotata ingår i släktet Lissocephala och familjen daggflugor.